# テネンクー圏
テネンクー圏（テネンクーけん、フランス語：Cercle de Ténenkou）は、マリ共和国の地方行政区画でモプティ州を構成する圏のひとつ。行政の中心地はテネンクーにおかれる。下級単位のコミューンは10団体あり、2009年の統計で人口は163,641人を数える。

## コミューン
テネンクー圏には以下のコミューンがある。
- ディアファラベ（fr:Diafarabé）
- ディアカ（fr:Diaka）
- ディオンディオリ（fr:Diondiori）
- カレリ（fr:Karéri）
- ウロ・ギレ（fr:Ouro Guiré）
- ウロ・アルド（fr:Ouro Ardo）
- スーグールベ（fr:Sougoulbé）
- テンネクー（fr:Ténenkou）
- トゴロ・コティア（fr:Togoro Kotia）
- トゴレ＝クンベ（fr:Togoré-Coumbé）